# Paris-Roubaix 1994
La 92e édition de la course cycliste Paris-Roubaix a eu lieu le 10 avril 1994 et a été remportée par le Russe qui court avec une licence moldave Andreï Tchmil. L'épreuve comptait 270 kilomètres et le vainqueur la termina en solitaire en 7 h 28 min 02 s. La pluie et la neige ont rendu les secteurs pavés boueux de cette édition dantesque, qui est rentrée dans la légende.
Parti en solitaire à soixante kilomètres de l'arrivée, Tchmil, devient le premier coureur de l'ancienne Union soviétique à gagner une classique. Il devance de plus d'une minute les Italiens Fabio Baldato et Franco Ballerini. Double tenant du titre et victimes de plusieurs incidents, Gilbert Duclos-Lassalle termine septième. 

## Classement
| #  | Coureur                 | Équipe                |    | Temps           |
| -- | ----------------------- | --------------------- | -- | --------------- |
| 1  | Andreï Tchmil           | Lotto-Vetta-Caloi     | en | 7 h 28 min 02 s |
| 2  | Fabio Baldato           | GB-MG Maglificio      | +  | 1 min 13 s      |
| 3  | Franco Ballerini        | Mapei-Clas            |    | 1 min 13 s      |
| 4  | Olaf Ludwig             | Telekom-Merckx        |    | 1 min 26 s      |
| 5  | Sean Yates              | Motorola Cycling Team |    | 1 min 26 s      |
| 6  | Johan Capiot            | TVM-Bison Kit         |    | 1 min 26 s      |
| 7  | Gilbert Duclos-Lassalle | Gan                   |    | 1 min 26 s      |
| 8  | Ludwig Willems          | GB-MG Maglificio      |    | 1 min 31 s      |
| 9  | Frankie Andreu          | Motorola Cycling Team |    | 1 min 31 s      |
| 10 | Nico Verhoeven          | Novemail-Histor       |    | 1 min 31 s      |